# Étienne Manac'h
Pour les articles homonymes, voir Manac'h.
Étienne Manac'h (Étienne Manoël Manac'h), né le 3 février 1910 à Plouigneau (Bretagne) et mort le 14 février 1992  à Concarneau, est un diplomate de carrière, écrivain français.
Il a été accusé d'avoir transmis des informations à l'URSS durant la guerre froide.

## Biographie

### Scolarité et formation universitaire
Étienne Manac'h est scolarisé à Morlaix de 1922 à 1925, puis après le déménagement de sa famille à Paris au lycée Buffon, où il obtient son baccalauréat en 1929. Après une classe préparatoire au lycée Louis-le-Grand, il fait ses études à la Sorbonne (licence ès lettres en 1931, diplôme d'études supérieures de philosophie en 1934). Pendant ses études, il milite à l'Union fédérale des étudiants. Après avoir enseigné en France et effectué son service militaire, il est détaché au lycée de Galatasaray d'Istanbul où il enseigne la philosophie et les lettres de 1938 à 1942.

### Résistance et diplomatie
À partir de 1941, il se rallie à la France libre en Turquie, puis est radié de l'Éducation nationale en juin 1942. En 1943, il devient délégué de la France Libre en ce même pays en remplacement de Géraud Jouve. Il est chargé par le comité français de Libération nationale de développer des contacts clandestins avec les membres de la Résistance qui travaillent dans les ambassades de Vichy dans les États des Balkans. Après la guerre, il est affecté en Tchécoslovaquie, d'abord comme secrétaire d'ambassade à Prague, puis comme consul général à Bratislava. Avec d'autres diplomates occidentaux, il est expulsé du pays en 1951, prétendument pour espionnage et soutien aux « éléments hostiles au régime ». Entre 1951 et 1969, il occupe divers postes, notamment directeur de cabinet de Guy Mollet (1958-1959) et directeur d'Asie-Océanie à l'administration centrale du ministère des Affaires étrangères (Quai d'Orsay) de 1960 à 1969, où il joue un rôle influent dans le déroulement des négociations entre Washington et Hanoï pendant la guerre du Vietnam. De 1969 à 1975, Étienne Manac'h est ambassadeur de France en République populaire de Chine.
Étienne Manac'h est élevé à la dignité d'ambassadeur de France en 1974.
Il se retire près de Pont-Aven, dans une maison où Paul Gauguin avait eu son atelier. Il écrit des mémoires et garde des engagements politiques et sociaux : il accepte ainsi la présidence d'honneur de l'Association démocratique des Français de l'étranger créée en 1980.

### Contacts avec le KGB
Étienne Manac'h est proche du parti communiste dans sa jeunesse avant de rejoindre la SFIO.
L'ouvrage de l'historien Christopher Andrew écrit en collaboration avec Vassili Mitrokhine, ancien archiviste du KGB ayant fait défection pour la Grande-Bretagne en 1992, fait état de son dossier au KGB où il était considéré comme un « contact confidentiel » plutôt que comme un agent, qui fournissait des renseignements de temps à autre pour des raisons idéologiques. Son premier contact avec le renseignement soviétique, qui lui avait assigné le nom de code Taksim, remontait à son séjour en Turquie en 1942, et son dernier à 1971. 
Ses renseignements étaient considérés comme importants par le KGB, qui lui affecta six officiers traitants successifs au cours de ses vingt-neuf années de contact, le dernier étant Mikhaïl Stepanovitch Tsymbal, alias Rogov, chef du 5e département de la première direction générale du KGB , ancien rezident du KGB à Paris de 1954 à 1959.

## Accueil critique
Le sinologue Simon Leys considère la lecture de l'ouvrage Mémoires d’Extrême-Asie comme « très reposante ». « Banalités et lieux communs se bousculent, en effet, au fil de ces pages immortelles, sur lesquelles souffle un esprit très… diplomatique ». 
L'écrivain et critique littéraire Yves Florenne (d) y lit au contraire des « pages de la plus simple beauté, nullement cherchée, et qui vient de la rencontre d’un sentiment profond avec un destin. Ce ne sont pas les seules d’un livre dont l’auteur sent passer l’histoire et sait la saisir. ».

## Décorations
- Grand officier de la Légion d'honneur (1988)[7]
  - Commandeur du 12 juillet 1973
  - Officier du 20 août 1955
  - Chevalier du 14 août 1946
- Grand-croix de l'ordre national du Mérite (1986)[8]
  - Grand officier du 30 décembre 1982
- Prix Marie-Eugène Simon-Henri-Martin (1983) de l’Académie française